# All Star Game (Lega Basket)
L'All Star Game è stato un evento di pallacanestro maschile organizzato annualmente dalla Lega Basket dal 1993 al 2016.

## Storia
La prima edizione dell'All Star Game è datata 12 maggio 1982. La Lega organizzò l'incontro tra le due selezioni dei migliori giocatori della Serie A1 e Serie A2 presso il Palasport di San Siro a Milano; vinsero i giocatori di A2 per 133-125, e vennero nominati due MVP: Mike D'Antoni e Abdul Jeelani.
Il formato della manifestazione rimase identico fino al 1988 (edizione valevole per il campionato 1988-1989); nel 1989 e nel 1990 l'All Star Game fu disputato tra due selezioni di giocatori di squadre del Nord Italia e del Sud Italia. All'edizione 1989 parteciparono 18 ex giocatori NBA (più Danny Ferry, già dal 1990 ai Cleveland Cavaliers).
Il 17 dicembre 1986 venne introdotta per la prima volta la gara del tiro da tre punti, e primo vincitore fu Bob McAdoo, statunitense all'epoca della Tracer Milano. Nei tre anni successivi la gara divenne monopolio del brasiliano della Juvecaserta Oscar Schmidt, che seppe ripetersi anche nel 1993 con la maglia della Fernet Branca Pavia.
Il 16 novembre 1991 scese per la prima volta in campo nell'All Star Game la Nazionale italiana, che nell'occasione sfidò una selezione dei migliori giocatori stranieri del campionato. Gli azzurri guidati da Sandro Gamba vinsero 136-122, Dino Rađa fu eletto miglior giocatore e Alessandro Fantozzi divenne il primo giocatore italiano a vincere la gara del tiro da tre punti grazie al successo su Oscar Schmidt.
Dal 1992 al 1994 la Lega Basket decise di cambiare ancora una volta formato della manifestazione, e in accordo con la Liga ACB spagnola il 14 novembre 1992 organizzò a Madrid la sfida tra i migliori giocatori dei rispettivi campionati. Vinsero i giocatori del campionato spagnolo, guidati dal centro Arvydas Sabonis, eletto miglior giocatore dell'All Star Game. Per la prima volta fu organizzata la gara delle schiacciate, vinta da Chandler Thompson del Club Ourense Baloncesto. La sfida si ripeté l'anno successivo a Roma; i cestisti della Serie A1 vinsero 135-131, "Sugar" Ray Richardson della Libertas Livorno fu l'MVP e Oscar Schmidt vinse per la quarta volta la gara del tiro da tre. Nel 1994 l'All Star Game fu giocato sotto l'egida dell'ULEB, poiché vi parteciparono giocatori della Serie A1 italiana, della ACB spagnola e della PRO A francese. Al Pabellon Municipal Fuente San Luis di Valencia venne giocato un triangolare da 20 minuti a partita (con limite massimo di 4 falli per giocatore); vinsero gli "italiani" e il fortitudino Aleksandar Đorđević si aggiudicò il titolo di MVP e la gara del tiro da tre punti, mentre Chandler Thompson seppe vincere ancora la gara delle schiacciate, non disputatasi l'anno precedente a Roma.
Dal febbraio 1996 l'All Star Game è stato sempre organizzato in Italia, ed ha visto la partecipazione della Nazionale italiana, la quale ha di volta in volta sfidato una selezione dei migliori giocatori stranieri del campionato. Fanno eccezione il 1998 ed il 2005, in cui la sfida è stata tra le rappresentative di giocatori italiani e stranieri del massimo campionato.

## Cifre
Nella storia dell'All Star Game, solo due giocatori hanno vinto più di una volta il titolo di MVP: si tratta di Joe Bryant e Micheal Ray Richardson. Il primo è stato nominato miglior giocatore per due volte nel 1985 (13 febbraio e 18 dicembre), il secondo ha ricevuto il premio nel 1988 e nel 1993.
Oscar Schmidt, Michael Cooper e Aleksandar Đorđević sono gli unici giocatori ad aver vinto contemporaneamente il premio MVP e la gara del tiro da tre punti. Oscar ci riuscì il 21 novembre 1987, Cooper nel 1990 e Đorđević il 14 novembre 1994 in occasione dell'All Star Game giocato sotto egida ULEB. Oscar è inoltre il giocatore con più vittorie nella gara del tiro da tre, con 4 successi (dal 1987 al 1989, e nel 1993); oltre al cestista brasiliano, i soli Alessandro Abbio e Giacomo Galanda sono riusciti a vincere la gara più di una volta: entrambi hanno conquistato il trofeo due volte.

## Albo d'oro
| Data             | Sede                     | Squadra vincitrice    | Squadra sconfitta              | Risultato     | MVP                         | Gara tiro da tre punti | Gara schiacciate  |
| 12 maggio 1982   | Milano Pala San Siro     | Selezione A2 Caselli  | Selezione A1 Tempest           | 133-125       | Mike D'Antoni Abdul Jeelani | -                      | -                 |
| 9 febbraio 1983  | Caserta                  | Selezione A1 Malaguti | Selezione A2 Ocean Star        | 137-121       | Clyde Bradshaw              | -                      | -                 |
| 29 febbraio 1984 | Treviso                  | Selezione A1 S.O.S.   | Selezione A2 Tempest           | 140-127       | Stan Pietkiewicz            | -                      | -                 |
| 13 febbraio 1985 | Firenze                  | Selezione A1 Liberti  | Selezione A2 Nuova Stampa      | 149-143       | Joe Bryant                  | -                      | -                 |
| 18 dicembre 1985 | Roma PalaEur             | Selezione A2 E.M.M.   | Selezione A1 Riccadonna        | 120-112       | Joe Bryant                  | -                      | -                 |
| 17 dicembre 1986 | Roma PalaEur             | Selezione A1 Reebok   | Selezione A2 Reebok            | 177-147       | -                           | Bob McAdoo             | -                 |
| 21 novembre 1987 | Roma PalaEur             | Selezione A1 Reebok   | Selezione A2 Reebok            | 157-154       | Oscar Schmidt               | Oscar Schmidt          | -                 |
| 26 novembre 1988 | Roma PalaEur             | Selezione A1 Reebok   | Selezione A2 Reebok            | 167-143       | Micheal Ray Richardson      | Oscar Schmidt          | -                 |
| 25 novembre 1989 | Roma PalaEur             | Selezione Sud Reebok  | Selezione Nord Reebok          | 178-166       | Wes Matthews                | Oscar Schmidt          | -                 |
| 1º dicembre 1990 | Roma PalaEur             | Selezione Sud Paluani | Selezione Nord Paluani         | 182-176       | Michael Cooper              | Michael Cooper         | -                 |
| 16 novembre 1991 | Roma                     | Italia                | All Star Paluani               | 136-122       | Dino Rađa                   | Alessandro Fantozzi    | -                 |
| 14 novembre 1992 | Madrid                   | All Star Spagna FIAT  | All Star Italia Polti          | 136-123       | Arvydas Sabonis             | Danko Cvjetićanin      | Chandler Thompson |
| 13 novembre 1993 | Roma PalaEur             | All Star Italia Polti | All Star Spagna                | 135-131       | Micheal Ray Richardson      | Oscar Schmidt          | -                 |
| 14 novembre 1994 | Valencia Pab. San Luis   | All Star Italia       | All Star Francia               | 58-51         | Aleksandar Đorđević         | Aleksandar Đorđević    | Chandler Thompson |
| 14 novembre 1994 | Valencia Pab. San Luis   | All Star Spagna       | All Star Francia               | 59-43         | Aleksandar Đorđević         | Aleksandar Đorđević    | Chandler Thompson |
| 14 novembre 1994 | Valencia Pab. San Luis   | All Star Italia       | All Star Spagna                | 53-48         | Aleksandar Đorđević         | Aleksandar Đorđević    | Chandler Thompson |
| 25 febbraio 1996 | Roma PalaEur             | Bostik All Stars      | Italia                         | 113-112       | Orlando Woolridge           | Steve Henson           | -                 |
| 22 febbraio 1997 | Pesaro BPA Palas         | Bostik All Stars      | Italia                         | 131-127       | Mike Iuzzolino              | Alessandro Abbio       | -                 |
| 1º dicembre 1997 | Firenze Palasport        | Bostik All Stars      | Italia                         | 121-116       | Thurl Bailey                | Henry Williams         | -                 |
| 29 novembre 1998 | Napoli PalaPonticelli    | Bison All Stars       | UHU All Stars                  | 167-145       | Vincenzo Esposito           | Steve Burtt            | -                 |
| 26 novembre 1999 | Casalecchio PalaMalaguti | Italia                | Champion All Stars             | 99-81         | Andrea Meneghin             | Alessandro Abbio       | -                 |
| 25 gennaio 2001  | Trieste PalaTrieste      | Italia                | Champion All Stars             | 101-83        | Gregor Fučka                | Giacomo Galanda        | -                 |
| 13 dicembre 2003 | Genova Mazda Palace      | All Stars             | Italia                         | 106-99 d.t.s. | Maurice Evans               | Michele Mian           | -                 |
| 11 dicembre 2004 | Torino PalaRuffini       | Italia                | All Stars                      | 100-98        | James Singleton             | Giacomo Galanda        | -                 |
| 11 dicembre 2005 | Casalecchio PalaMalaguti | AIL All Stars         | Quadrifoglio Vita All Stars    | 112-101       | Carlton Myers               | Dante Calabria         | Pervis Pasco      |
| 23 dicembre 2006 | Torino PalaRuffini       | Italia                | Champion All Stars             | 96-73         | Massimo Bulleri             | Danilo Gallinari       | Paul McPherson    |
| 13 marzo 2011    | Milano Mediolanum Forum  | Italia                | All Star Team                  | 90-88         | Stefano Mancinelli          | Nicolás Mazzarino      | James White       |
| 11 marzo 2012    | Pesaro Adriatic Arena    | Italia                | Edison All Star Team           | 91-85         | Daniel Hackett              | Travis Diener          | James White       |
| 16 dicembre 2012 | Biella Lauretana Forum   | Italia                | Beko All Star                  | 107-92        | Stefano Gentile             | Carlton Myers          | Tommaso Raspino   |
| 13 aprile 2014   | Ancona PalaRossini       | Italia                | Beko All Star                  | 76-59         | Stefano Gentile             | Drake Diener           | Achille Polonara  |
| 17 gennaio 2015  | Verona PalaOlimpia       | Named Sport Team      | Dolomiti Energia Team          | 146-143       | Christian Eyenga            | Andy Rautins           | Tony Mitchell     |
| 10 gennaio 2016  | Trento PalaTrento        | Cavit all Star Team   | Dolomiti Energia All Star Team | 154-148       | Alex Kirk                   | Krunoslav Simon        | Awudu Abass       |